# Îlot Mognameri
L'îlot Mognameri est un îlot de Mayotte appartenant administrativement à Dzaoudzi.

## Description
C'est un petit îlot inhabité situé entre Grande-Terre et Petite-Terre. Il est pourvu d'une plage de sable à l'est, et entouré par un petit platier corallien. 